# Maladolescenza
Maladolescenza (Título em Alemão: Spielen wir Liebe) é um filme italiano de 1977 do gênero drama, dirigido por Pier Giuseppe Murgia.

## Sinopse
Casal de adolescentes vive em local paradisíaco momentos de intensa felicidade e descobertas amorosas e sexuais, até que uma nova amiga surge para confundir e desestruturar a relação entre os dois.

## Elenco
- Lara Wendel : Laura
- Eva Ionesco : Silvia
- Martin Loeb : Fabrizio